# Tamer Burjaq
Tamer Ibrahim Burjaq (in arabo تامر ابراهيم برجق‎?; Amman, 9 ottobre 1981) è un attore e stuntman giordano naturalizzato britannico.

## Biografia
Tamer Burjaq è nato ad Amman, in Giordania, ma si è trasferito nel Regno Unito nel 2008 intraprendendo la carriera di attore e, tre anni dopo, quella di stuntman prendendo parte a vari progetti cinematografici e televisivi, tra cui Zulu, Our Girl, Homeland - Caccia alla spia, Cape Town, Detour - Fuori controllo, La torre nera, Tomb Raider e Bloodshot. Nel 2020 ha fatto parte del cast principale di The Last Days of American Crime mentre, viene annunciato il suo ingresso nel cast della serie Netflix One Piece nel ruolo di Higuma.

## Filmografia

### Cinema
- Dredd - Il giudice dell'apocalisse (Dredd), regia di Pete Travis (2012)
- Zulu, regia di Jérôme Salle (2013)
- Dias Santana, regia di Maradona Dias Dos Santos e Chris Roland (2016)
- Detour - Fuori controllo (Detour), regia di Christopher Smith (2016)
- La torre nera (The Dark Tower), regia di Nikolaj Arcel (2017)
- Accident, regia di Dan Tondowski (2017)
- Tomb Raider, regia di Roar Uthaug (2018)
- Blu profondo 2 (Deep Blue Sea 2), regia di Darin Scott (2018)
- Il Re Scorpione - Il libro delle anime (The Scorpion King: Book of Souls), regia di Don Michael Paul (2018)
- Bloodshot, regia di Dave Wilson (2020)
- Fried Barry, regia di Ryan Kruger (2020)
- Home Bound, regia di Tuks Tad Lungu - cortometraggio (2020)
- Santana, regia di Maradona Dias Dos Santos e Chris Roland (2020)
- The Last Days of American Crime, regia di Olivier Megaton (2020)
- Rogue, regia di M.J. Bassett (2020)
- Brian Mitchell, regia di Ross Van Leeve - cortometraggio (2021)
- Eraser: Reborn, regia di John Pogue (2022)
- My Spy - La città eterna (My Spy: The Eternal City), regia di Peter Segal (2024)
- G20, regia di Patricia Riggen (2025)

### Televisione
- Generation Kill - miniserie TV, puntata 1x07 (2008)
- Get Out Alive - serie TV, episodio 1x04 (2010)
- I sussurri del deserto (Die Wüstenärztin), regia di Jörg Grünler - film TV (2012)
- Our Girl - serie TV, 4 episodi (2013-2014)
- Homeland - Caccia alla spia - serie TV, 5 episodi (2014)
- Saints & Strangers - miniserie TV, 2 puntate (2015)
- Cape Town - serie TV, 3 episodi (2015-2016)
- Of Kings and Prophets - serie TV, episodio 1x02 (2016)
- Tutankhamun - miniserie TV, puntata 1x04 (2016)
- Jamillah and Aladdin - serie TV, episodio 2x03 (2016)
- The Last Post - miniserie TV, puntata 1x05 (2017)
- The Looming Tower - miniserie TV, puntata 1x02 (2018)
- Trackers - serie TV, 6 episodi (2019)
- Raised by Wolves - Una nuova umanità (Raised by Wolves) - serie TV, episodio 1x10 (2020)
- Bulletproof - serie TV, episodio 3x02 (2021)
- Skemerdans - serie TV, episodio 1x11 (2021)
- Ragazze elettriche (The Power) - episodio 1x04 (2022)
- One Piece - serie TV, 2 episodi (2023)
- Devil's Peak - serie TV, episodio 1x02 (2023)
- Plan B - serie TV, 3 episodi (2024)
- Binnelanders - serie TV, 5 episodi (2024)
- Suidooster - soap opera, puntata 1x10183 (2024)
- Unseen - serie TV, 2 episodi (2025)

## Doppiatori italiani
Nelle versioni in italiano delle opere in cui ha recitato, Tamer Burjaq è stato doppiato da:
- Daniele Valenti in The Looming Tower
- Federico Talocci in The Last Days of American Crime
- Luca Ghillino in Ragazze elettriche
- Riccardo Lombardo in One Piece